# پرینت سه بعدی چند ماده
پرینت سه بعدی چند ماده‌ای روش تولید افزودنی است که در آن از چند ماده به صورت همزمان برای ساخت یک شی استفاده می‌شود. شبیه به تولید مواد افزودنی منفرد، می‌توان آن را از طریق روش‌هایی مانند FFF، SLA و Inkjet (جت کردن مواد) پرینت سه بعدی محقق کرد. با گسترش فضای طراحی به ماده‌های مختلف، امکان ایجاد اشیا به کمک پرینت سه بعدی با رنگ‌های متنوع یا با خاصیت‌های مواد مختلف مانند کشش یا حلالیت ایجاد می‌شود. نخستین پرینتر سه بعدی چند متری Fab@Home در سال ۲۰۰۶ در دسترس عموم قرار گرفت. این مفهوم به سرعت در صنعت استفاده شد و بعداز آن توسط تعداد زیادی از پرینترهای سه بعدی چند متری مصرف‌کننده استفاده شد.

طراحی FFF تک نازل

### فن آوری‌های چاپ سه بعدی چند ماده ای

طراحی FFF چند نازل

شماتیک چاپگر سه بعدی Binder Jetting

ساخت فیلامنت ذوب شده (که همچنین از آن به عنوان مدل‌سازی رسوب ذوب شده - FDM یاد می‌شود) فرایند اکستروژن مداوم یک خط از مواد ترموپلاستیک برای شکل‌دادن یک مدل سه بعدی را شرح می‌دهد. فرایند FFF انواع مواد از مواد زیست تخریب پذیر مانند PLA تا PETG، ABS و همچنین مواد مهندسی مانند PEEK را پشتیبانی می‌کند. این فناوری افزون بر این امکان، استفاده از مواد انعطاف‌پذیر همچون TPU را فراهم می‌کند. دو راه حل ممکن برای تحقق یک پرینتر سه بعدی FFF چند ماده ای عبارتند از:

طراحی چند ماده ای SLA

پرینت سه بعدی Material Jetting

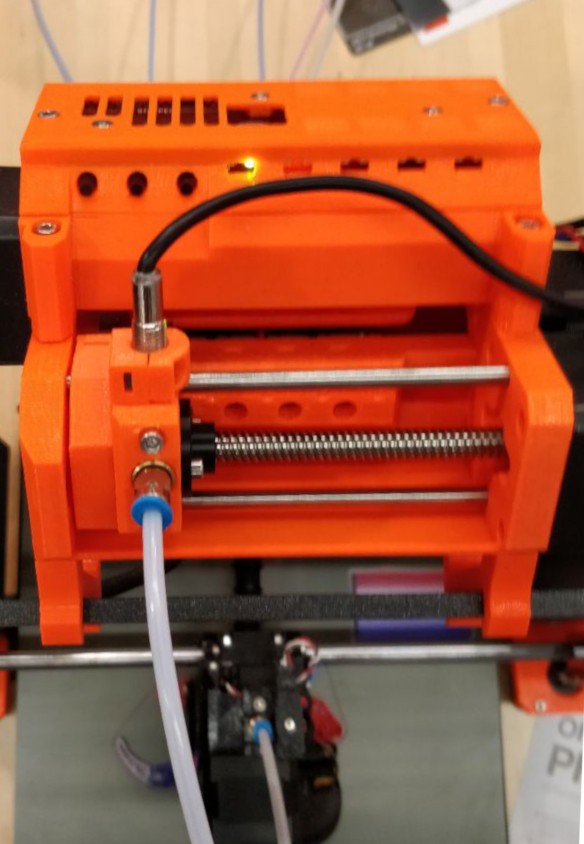
ارتقاء چند متری Prusa3d

#### طراحی تک نازل
طراحی تک نازل، مواد مختلف را قبل یا در منطقه ذوب سر چاپ مخلوط می‌کند به طوری که مواد از طریق همان نازل اکسترود می‌شوند. به عنوان مثال: رشته‌های مختلف را می‌توان پیش از ورود به محفظه ذوب، برش زد و مجدداً به یک رشته از یک رشته مخلوط وصل کرد. اینگونه تکنیکی در پالت موزاییک پیاده‌سازی شده‌است. مثالی دیگر، ارتقاء چندماده‌ای توسط Prusa3d است که در بالای یک پرینتر ماده نصب شده‌است تا قابلیت‌های چند ماده‌ای را اضافه کند. از یک سیستم اکستروژن روکش سیم با یک محور اضافه برای برش و انتخاب مواد استفاده می‌کند. برای جلوگیری از ناخالصی‌های درون جسم، یک محفظه ذوب ترکیبی باید قبل از استفاده از یک ماده جدید از مواد قبلی پاک بشود. بسته به اجرا، مقدار مواد زائد تولید شده در طول فرایند پرینت ممکن است قابل توجه باشد. در برخی از پیاده‌سازی‌ها، ممکن است از مواد قبلی به عنوان پرکننده برای جلوگیری از هدر رفت استفاده شود یا همزمان برای چاپ یک جسم متفاوت که رنگ در آن اهمیتی ندارد.

#### طراحی چند نازل
طراحی چند نازلی دارای یک نازل مجزا برای هر ماده می‌باشد. نازل می‌تواند روی همان سر چاپ یا روی سرهای چاپ مستقل نصب شود. برای این روش، نازل‌های مختلف باید دقیقاً به همان ارتفاع نسبت به سطح چاپ کالیبره شوند تا از تداخل یک نازل غیرفعال با شی چاپ شده جلوگیری کنند. طراحی به این صورت در مقایسه با طراحی یک نازل که از مواد قبلی به عنوان پرکننده یا برای چاپ یک شی دیگر استفاده نمی‌کند، مقدار مواد زائد را در طول فرایند چاپ به‌طور چشم‌گیری کاهش می‌دهد.

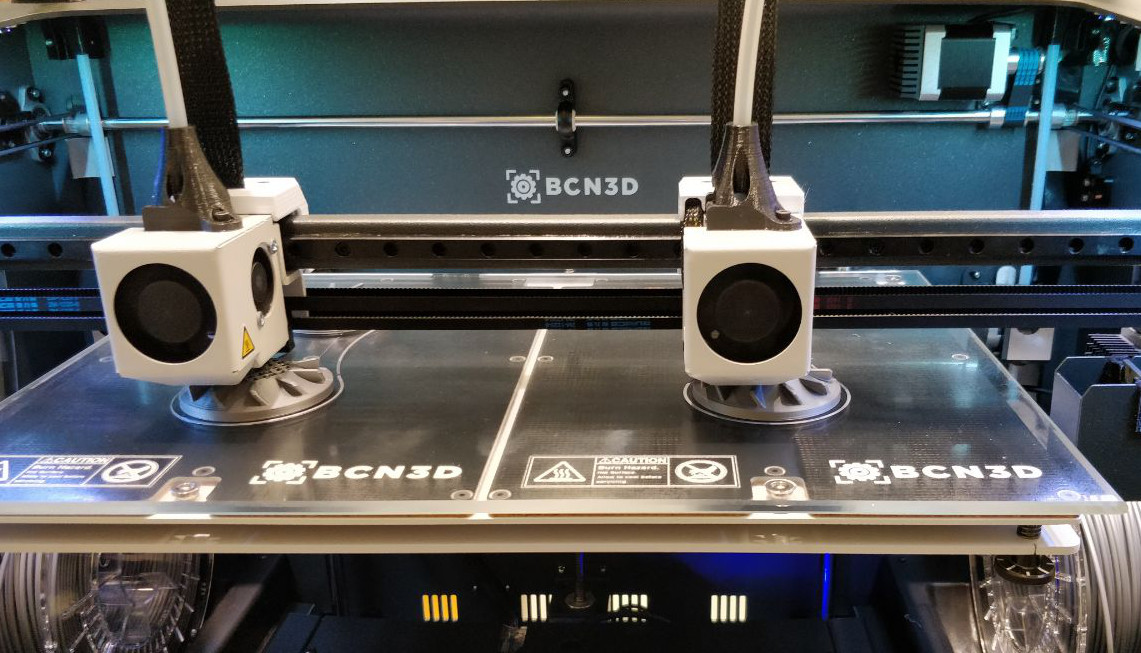
چاپگری با دو سر چاپ که ۲ درجه آزادی مشترک دارند.

#### استریولیتوگرافی (SLA)
ستریولیتوگرافی فرایند انجماد لایه لایه یک فوتوپلیمر با لیزر برای تشکیل یک جسم سه بعدی می‌باشد. برای به انجام رساندن چاپ‌های چند ماده‌ای به کمک این فناوری، می‌توان از چند مخزن برای فتوپلیمرهای مختلف استفاده کرد. مشکل اصلی این روش، حذف موادی است که هنوز پلیمریزه نشده‌اند، زیرا ممکن است که چاپ حاوی حفراتی باشد که با مواد قدیمی تر پر شده‌اند، که باید قبل از استفاده از مواد بعدی خالی شوند. رزین‌های فوتوپلیمر مورد استفاده برای SLA ممکن است خواص فیزیکی بسیار متفاوتی داشته باشند، به‌طور کلی شکننده‌تر می‌باشند و دارای دمای انحراف حرارتی کمتری هستند. رزین‌های استاندارد SLA در رنگ‌ها و تاری‌های مختلف عرضه می‌شوند. علاوه بر مواد درجه مهندسی همانند رزین‌های ABS مانند یا رزین‌های PP مانند، مواد بیومتریالی وجود دارد که برای کاربردهای پزشکی و رزین‌های منعطف مورد استفاده قرار می‌گیرند.

#### جت کردن مواد
فرایند پرتاب مواد، که معمولاً از آن به عنوان پرینت سه بعدی جوهرافشان یاد می‌شود، شبیه به روش چاپ جوهرافشان دو بعدی می‌باشد. سر چاپ متشکل از چندین نازل کوچک است که در صورت نیاز، قطرات فوتوپلیمر به بیرون پرتاب می‌شوند. هر نازل می‌تواند مواد متفاوتی را خارج کند که امکان ایجاد قطعات چندماده‌ای را فراهم می‌کند. سپس قطرات مواد سریعاً با استفاده از منبع نور ماوراء بنفش که روی سر چاپ نصب شده‌است، خشک می‌شوند. برخلاف فرایند چاپ FFF، یک لایه با حرکت هد چاپ در طول یک مسیر از پیش محاسبه شده تشکیل نمی‌شود، بلکه با اسکن لایه خط به خط تشکیل می‌شود. به عنوان مثال Statasys J750 امکان چاپ تمام رنگی را فراهم می‌کند. موادی که توسط فرایند چاپ جت مواد پشتیبانی می‌شوند شبیه به مواد فرایند SLA هستند و به همین خاطر خواص مشابهی دارند. به‌علاوه، پیشرفت‌هایی در زمینه جهش مواد فلزات با تعلیق نانوذرات فلزی در یک سیال صورت گرفته‌است. بعد از حذف مواد نگهدارنده، لازم است تا جسم چاپ شده سینتر شود تا یک قطعه فلزی نهایی ایجاد شود.

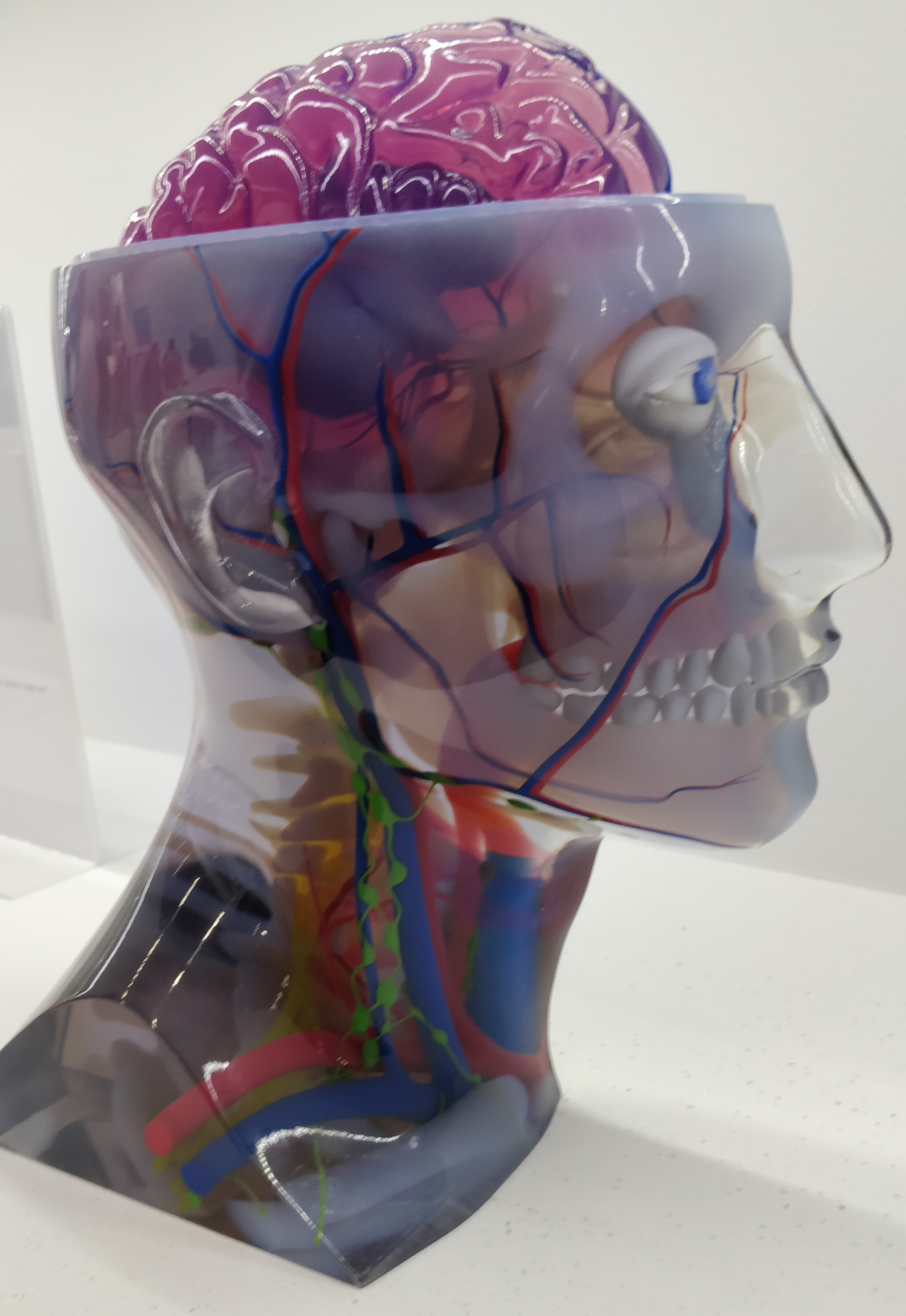
مدل جت شده مواد از سر انسان

#### بایندر جتینگ
یک پرینتر سه بعدی بایندر جتینگ از ذرات یک پودر ریزدانه استفاده می‌کند که با استفاده از یک بایندر با هم ذوب می‌شوند تا یک جسم سه بعدی را شکل دهند. در اصل متشکل از دو محفظه مجزا می‌باشد: یکی به عنوان مخزن مواد پودری و دیگری به عنوان محفظه چاپ عمل می‌کند. برای ساختن یک لایه از یک جسم، یک تیغه مواد را از مخزن خارج می‌کند و آن را روی سطح چاپ پخش می‌کند تا لایه ای نازک از پودر ایجاد شود. سپس یک سر چاپی مشابه آنچه در پرینترجوهرافشان دو بعدی یافت می‌شود، بایندر را روی لایه اعمال می‌کند تا جامد شود و آن را به لایه قبلی وصل کند. اگرچه جت بایندر امکان پشتیبانی از چند ماده را نمی‌دهد، پرینترهایی وجود دارند که دارای یک سر چاپ دوم برای اعمال رنگدانه بر روی لایه بعد از بایندر هستند تا امکان چاپ تمام رنگی را فراهم کنند.

### جریان کار

#### طراحی
طراحی یک جسم سه بعدی نخستین گام در گردش کار پرینت سه بعدی می‌باشد. این فرایند طراحی می‌تواند توسط نرم‌افزار پشتیبانی گردد. چنین نرم‌افزار CAD ای قادر به ایجاد، مدیریت و دستکاری شکل‌های هندسی سه بعدی مختلف می‌باشد و در عین حال از طریق یک رابط کاربری گرافیکی به کاربر بازخورد می‌دهد. در حال حاضر اکثر برنامه‌های CAD از حاشیه‌نویسی یک شکل هندسی با یک ماده پشتیبانی می‌کنند. پس از آن ترکیب هندسه‌های مختلف یک شی مادی چندگانه را شکل می‌دهد. هرچند که تمام فرمت‌های فایل از حاشیه‌نویسی مواد همراه با هندسه شی پشتیبانی نمی‌کنند.

#### برش دادن
Slicing فرایند تقسیم یک مدل سه بعدی به لایه‌هایی برای تبدیل به دنباله ای از دستورالعمل‌های G-Code می‌باشد. این دستورالعمل‌ها را می‌توان توسط یک پرینتر سه بعدی پردازش کرد تا مدل مربوطه را به صورت پایین به بالا، از بالا به پایین یا حتی از چپ به راست تولید کند. قبل از تولید دستورالعمل‌ها، می‌شود ساختارهای پشتیبانی را برای متصل کردن بخش‌های آویزان مدل به سطح چاپ یا سایر بخش‌های مدل افزود. ساختارهای پشتیبانی می‌بایست در مرحله بعد از پردازش، پس از تمام شدن چاپ حذف گردنند.
فرایند برش برای پرینت‌های چندماده‌ای بسته به سخت‌افزار مورد استفاده متفاوت می‌باشد. برای ماشین‌هایی بر پایه FFF، یابد دستورالعمل‌هایی برای تغییر مواد اضافه گردد. این موضوع چالش‌های محاسباتی زیادی از جمله مدیریت همزمان دو سر چاپ بدون تداخل آن‌ها با یکدیگر یا پاک کردن محفظه ذوب از مواد قبلی را به همراه دارد. برای چاپ‌های چندماده‌ای مبتنی بر SLA، نرم‌افزار برش باید درجات آزادی اضافی ناشی از امکان جابجایی چاپ از یک سینی رزین به سینی بعدی را کنترل کند. روش برش برای پرینترهای جت مواد شامل تولید تصاویر بیت مپ متعددی است که وکسل‌های شی را نشان می‌دهد.

#### پس پردازش
اجسام پرینت سه بعدی شده امکان دارد قبل از استفاده به عنوان نمونه اولیه یا محصول نهایی نیازمند به پس پردازش باشند. اینگونه مراحل پس پردازش ممکن است شامل سنباده زنی سطح جسم برای صاف‌تر کردن آن یا رنگ‌آمیزی آن برای مطابقت با رنگ‌های طرح باشد. بسته به روش پرینت و هندسه اجسام، ممکن است لازم باشد که ساختارهای پشتیبانی حذف شوند. استفاده از پرینت سه بعدی چندماده‌ای باعث کاهش میزان پس‌پردازش مورد نیاز برای نتیجه مشابه می‌شوند، چراکه رنگ‌ها می‌توانند مستقیماً چاپ شوند. به علاوه، می‌توان از مواد محلول در آب برای چاپ ساختارهای نگهدارنده استفاده کرد، زیرا حذف آنها فقط شامل قرار دادن جسم در حمام آب است.

### برنامه‌های کاربردی

#### چاپ سه بعدی مواد غذایی
روند صعودی چاپ سه بعدی مواد غذایی از سفارشی سازی شکل، رنگ، طعم، بافت و تغذیه وعده‌های غذایی مختلف پشتیبانی می‌کند. چاپ سه بعدی چندماده‌ای امکان استفاده از چندین ماده مانند کره بادام زمینی، ژله یا خمیر را در فرایند چاپ فراهم می‌سازد که برای تولید بیشتر غذاها ضروری است.

#### کاربردهای پزشکی
فناوری پرینت سه بعدی چندماده‌ای معمولاً در تولید پروتزهای پرینت سه بعدی استفاده می‌شود. این فناوری، استفاده از مواد مختلف مانند TPU نرم در نقاط تماس با بدنه و مواد فیبرکربن سفت برای بدنه پروتز را امکان‌پذیر می‌کند؛ بنابراین، پروتز را می‌توان به گونه‌ای تنظیم کرد که مطابق با نیازها و خواسته‌های مختلف فرد باشد.
از دیگر موارد استفاده پزشکی، تولید ساختارهای بافت مصنوعی می‌باشد. این تحقیق بر ایجاد بافتی که از نظر احساس، کشش و ساختار، بافت انسان را تقلید می‌کند تمرکز دارد. اینگونه بافت‌های مصنوعی می‌توانند توسط جراحان برای آموزش و یادگیری مدل‌های واقعی مورد استفاده قرار گیرند که در غیر این صورت دستیابی به آن سخت یا پرهزینه خواهد بود.
تمرکز تحقیقات جاری روی سیستم‌های تحویل دارو با چاپ سه بعدی برای استقرار مؤثر دارو یا واکسن می‌باشد. با استفاده از پرینت چندماده‌ای، ساختارهای زیست سازگاری ایجاد می‌کنند که می‌توانند با بدن انسان در سطح سلولی تعامل داشته باشند.

#### مشخصات فیزیکی
قابلیت جابه‌جایی بین مواد مختلف برای کنترل خواص فیزیکی یک جسم چاپ شده سه بعدی ضروری است. علاوه بر اینکه می‌تواند مقاومت یک جسم را توسط ریزساختارها دستکاری کند، کاربر می‌تواند بین مواد سخت‌تر یا نرم‌تر در فرایند چاپ جابه‌جا شود تا بر استحکام جسم تأثیر بگذارد. از ترکیب مواد سخت و نرم نیز برای ساخت ساختار بیومیمتیک با خاصیت‌های مطلوب استفاده می‌شود. استفاده از موادی با رنگ یا کشسانی متفاوت می‌تواند بر ظاهر و هپتیک جسم به وجود آمده تأثیر بگذارد. به علاوه، امکان‌پذیر است که با انتخاب ماده مناسب برای سازه‌های نگهدارنده یا بدنه بیرونی قطعه، میزان پس پردازش مورد نیاز را کاهش داد.

#### نمونه سازی سریع
چاپ سه بعدی چندماده‌ای به طراحان امکان می‌دهد تا به سرعت نمونه‌های اولیه خود را تولید و آزمایش کنند. استفاده از چندین ماده در یک قسمت، به طراح این توانایی را می‌دهد تا نمونه‌های اولیه کاربردی و جذاب بصری ایجاد کند. به عنوان یک مثال از اینکه چگونه پرینت سه بعدی می‌تواند در فرایند طراحی گنجانده شود، می‌توان به طراحی خودرو اشاره کرد. در آنجا، باید سریعاً یک نمونه اولیه آزمایش و تأیید شود تا طرح برای تولید تأیید شود. کاهش مراحل پس پردازش ناشی از فناوری پرینت سه بعدی چندماده‌ای منجر به زمان ساخت کوتاه‌تر می‌شود. افزون بر آن، پرینت سه بعدی چندماده‌ای تعداد قطعات نمونه‌های اولیه تولید شده را در مقایسه با روش‌های ساخت سنتی مانند فرزکاری یا قالب‌گیری کاهش می‌دهد، چراکه دیگر نیازی به مونتاژ چندین قسمت با مواد مختلف نمی‌باشد.